# Екстрасенс (фільм, 1991)
Про однойменний британський містичний трилер див. Екстрасенс (фільм)
«Екстрасенс» — радянський художній фантастичний фільм 1992 року режисера Геннадія Глаголєва з участю Валерія Леонтьєва.

## Сюжет
Головний герой — Гера Романов йде зі своєю дружиною Елєю увечірі додому та одразу отримує травму головного мозку від вуличних хуліганів під час вуличної бійки, він після цього потрапляє в лікарню, де потім з'явився карлік-демон Бігунот, який потім його після лікарні змушував зробити щось погане
Через травми головного мозку він починає переміщатися в паралельні світи та бачити мертві душі та розмовляти з ними, він приносить з паралельного світу розділений амулет Інь-Ян, якщо він його з'єднає, то більше не буде потрапляти в інші виміри.
По сюжету фільму Гера дізнається, що цей медальйон є шостою печаткою апокаліпсису і його використання може привести до кінця світу.
В титрах наприкінці грає пісня Валерія Леонтьєва.

## У ролях
- Станіслав Терентьєв —  Гера Романов
- Валерій Леонтьєв —  «Китаєць», голова паралельного світу
- Сергій Юрський —  Майстер
- Борислав Брондуков —  Степчук, хворий радикулітом
- Ернст Романов —  лікуючий лікар Гери
- Олена Кондулайнен —  Мариночка
- Наталія Болдирєва —  Еля, дружина Гери
- Олексій Інгелевич —  Бігунот, карлик-демон, що змушує Геру зробити що-небудь погане
- Юрій Філімонов —  слідчий Алік в паралельному світі Ганелот
- Гія Лежава —  Едуард Сергійович
- Фархад Аманкулов —  двійник «Китайця»
- Ігор Єфімов —  черговий лікар Олександр Ілліч
- Геннадій Глаголєв —  Володар
- Юрій Дубровін — епізод

## Знімальна група
- Режисер-постановник — Геннадій Глаголєв
- Сценаристи — Юрій Бліков (літературний сценарій), Еля Зарецька, Геннадій Глаголєв
- Оператор-постановник — Віталій Соколов-Олександров
- Художник-постановник — Наталія Ієвлєва
- Художник по костюмах — Наталя Нікітенко
- Художники-декоратори — Світлана Солодовник, Володимир Євсіков
- Композитор — Іварс Вігнерс
- Пісні композиторів Р. Муратова, О. Клевицького, І. Крутого на вірші М. Денисова і М. Герцмана
- Вокал — Валерій Леонтьєв
- Звукооператор — Юхим Турецький
- Монтажер — В. Нестеров
- Оператор — Б. Мисливцев
- Продюсер — Олександр Басаєв, Ігор Звягін
- Директор картини — В. Анісімов